# نلومبو لوتئا
نلومبو لوتئا (انگلیسی: Nelumbo lutea) گونه ای از گیاهان گلدار در خانواده (زیست‌شناسی) ثعله‌باقلا است.